# Culex cinctellus
Culex cinctellus är en tvåvingeart som beskrevs av Edwards 1922. Culex cinctellus ingår i släktet Culex och familjen stickmyggor. Inga underarter finns listade i Catalogue of Life.